# Associação de Voleibol da Ilha Niue
A Associação de Voleibol da Ilha Niue  (em inglêsːNiue Island Volleyball Association, NIVA) é  uma organização fundada em 1964 que governa a pratica de voleibol no Niue, sendo membro da Federação Internacional de Voleibol e da Confederação Asiática de Voleibol, a entidade é responsável por  organizar  os campeonatos nacionais de  voleibol masculino e feminino no país.